# Alfonso Moguel
Alfonso Moguel är en ort i Mexiko.   Den ligger i kommunen Ocozocoautla de Espinosa och delstaten Chiapas, i den sydöstra delen av landet, 700 km sydost om huvudstaden Mexico City. Alfonso Moguel ligger 903 meter över havet och antalet invånare är 1 022.
Terrängen runt Alfonso Moguel är varierad. Runt Alfonso Moguel är det ganska glesbefolkat, med 40 invånare per kvadratkilometer. Närmaste större samhälle är Ocozocoautla de Espinosa, 17,5 km nordost om Alfonso Moguel. I omgivningarna runt Alfonso Moguel växer huvudsakligen savannskog.